# یریتسه
یریتسه (به چکی: Jeřice) یک منطقهٔ مسکونی در جمهوری چک است که در شهرستان ییچین واقع شده‌است.